# Arthrodesmus validus
Arthrodesmus validus  là một loài Song tinh tảo trong họ Desmidiaceae, thuộc chi Arthrodesmus.